# 大夫第 (婺源晓起村)
大夫第又名宝辉堂，位于江西省上饶市婺源县江湾镇晓起村，由主人扬州巡检、光禄大夫江人铎建于清末光绪年间。前后三进，占地面积486平方米，规模小于同胞兄弟江人镜的荣禄第。整个建筑群从前向后呈阶梯状逐渐抬高，第三进高三层。各进入口的砖雕门头颇为精致。门口雕有雀、鹿、蜂、猴，寓意为“爵禄封侯”。并铺有体现风水学说的砖石就的“龙舌”。正厅门窗木雕精美。
大夫第已作为晓起古建筑群的子项目被列为上饶市文物保护单位。古建筑现为“晓起景区”的一处售票景点，对又可开放。